# نیروی دریایی کنیا
نیروی دریایی کنیا (انگلیسی: Kenya Navy) نیروی دریایی زیرمجموعه نیروهای دفاعی کنیا است، که در سال ۱۹۶۴ تأسیس شد.